# Heltai András
Heltai András (Heltai-Hopp, Budapest, 1931. november 28. –) Rózsa Ferenc-díjas és Aranytoll díjas magyar újságíró.

## Életpályája
Hopp Lajos (1893–1985) és Márkus Ágnes (1909–2000) fiaként született. A budapesti Berzsenyi Dániel Gimnáziumban érettségizett, ahol osztálytársa volt Gelley Kornél is. 1948-tól a Friss Újságnál jelentek meg első írásai. 1950-től a Magyar Távirati Iroda munkatársa. 1963–1969 között Ausztriában és Svájcban volt tudósító. 1969–1975 között a Magyar Távirati Iroda Külföldi Adások Szerkesztőségének vezetője volt. Az 1970-es évektől rendszeresen külső munkatárs a Magyar Televízióban a TV-híradó, A Hét, a Panoráma, és a Fórum műsoraiban. 1975–1980 között, valamint 1988–1993 között washingtoni tudósítóként dolgozott. 1983–1987 között bécsi és genfi tudósító volt. 1994-től a Der Neue Pester Lloyd főszerkesztő-helyettese.
Három gyermeke született.

## Művei
- A nyugati szomszéd, Kossuth Kiadó, Budapest, 1968
- Lincseléstől az elnökgyilkosságig, (Katonapolitika fiataloknak), Zrínyi Katonai Kiadó, Budapest, 1982 ISBN 9633261260
- Például Ausztria..., Gondolat Kiadó, Budapest, 1990 ISBN 9632823753
- Clinton, MTI Fotó, Budapest, 1992 ISBN 0659000549523
- Elbeszélt történelem. Huszonöten a közép-kelet-európai demokratikus átmenetről; szerk. Heltai András, Novák Ágnes; Demokratikus Átalakulásért Intézet, Budapest, 2011 ISBN 9789638867926
- Horváth István–Heltai András: A magyar-német játszma. Emlékezés és dokumentumok; Corvina Könyvkiadó, Budapest, 2015 ISBN 9789631362916

## Díjai, elismerései
- Rózsa Ferenc-díj (1981)
- Osztrák Köztársaság Ezüst Érdemkeresztje
- Aranytoll (1996)

## Származása
| Heltai András (Budapest, 1931. nov. 28.–) újságíró | Apja: Hopp Lajos Bernát (Csolnok, 1893. máj. 15.– 1985. máj. 19.) magántisztviselő | Apai nagyapja: Hopp Ferenc (Dornbach, 1846–?) urasági erdőfelügyelő                                   | Apai nagyapai dédapja: Hopp József gazda                                                                   |
| Heltai András (Budapest, 1931. nov. 28.–) újságíró | Apja: Hopp Lajos Bernát (Csolnok, 1893. máj. 15.– 1985. máj. 19.) magántisztviselő | Apai nagyapja: Hopp Ferenc (Dornbach, 1846–?) urasági erdőfelügyelő                                   | Apai nagyapai dédanyja: Huber Anna                                                                         |
| Heltai András (Budapest, 1931. nov. 28.–) újságíró | Apja: Hopp Lajos Bernát (Csolnok, 1893. máj. 15.– 1985. máj. 19.) magántisztviselő | Apai nagyanyja: Wéber Mária (Budajenő, 1860. jan. 12.–?)                                              | Apai nagyanyai dédapja: Wéber József telkes gazda                                                          |
| Heltai András (Budapest, 1931. nov. 28.–) újságíró | Apja: Hopp Lajos Bernát (Csolnok, 1893. máj. 15.– 1985. máj. 19.) magántisztviselő | Apai nagyanyja: Wéber Mária (Budajenő, 1860. jan. 12.–?)                                              | Apai nagyanyai dédanyja: Schäfer Mária                                                                     |
| Heltai András (Budapest, 1931. nov. 28.–) újságíró | Anyja: Márkus Ágnes (Orosháza, 1909. márc. 11.– Budapest, 2000. jún. 3.)           | Anyai nagyapja: Márkus József (1878. szept. 20.– Budapest, 1942. máj. 26.) gépkereskedő, bankigazgató | Anyai nagyapai dédapja: Márkus Márton (Orosháza, 1853– Orosháza, 1903. máj. 23.) gabonaalkusz              |
| Heltai András (Budapest, 1931. nov. 28.–) újságíró | Anyja: Márkus Ágnes (Orosháza, 1909. márc. 11.– Budapest, 2000. jún. 3.)           | Anyai nagyapja: Márkus József (1878. szept. 20.– Budapest, 1942. máj. 26.) gépkereskedő, bankigazgató | Anyai nagyapai dédanyja: Adler Rebeka                                                                      |
| Heltai András (Budapest, 1931. nov. 28.–) újságíró | Anyja: Márkus Ágnes (Orosháza, 1909. márc. 11.– Budapest, 2000. jún. 3.)           | Anyai nagyanyja: Sugár Erzsébet (Szeged, 1886. júl. 15.–?)                                            | Anyai nagyanyai dédapja: Sugár Hirs Sándor (Mezőkövesd, 1859. márc. 12.– Szeged, 1933. dec. 15.) kereskedő |
| Heltai András (Budapest, 1931. nov. 28.–) újságíró | Anyja: Márkus Ágnes (Orosháza, 1909. márc. 11.– Budapest, 2000. jún. 3.)           | Anyai nagyanyja: Sugár Erzsébet (Szeged, 1886. júl. 15.–?)                                            | Anyai nagyanyai dédanyja: Fuchs Rebeka (Szeged, 1859. aug. 12.– Budapest, 1938. máj. 16.)                  |